# Argyle (miasto w stanie Nowy Jork)
Argyle – miasto w Stanach Zjednoczonych, w stanie Nowy Jork, w hrabstwie Washington.